# Les Motards de l'espace
Les Motards de l'espace (Biker Mice from Mars) est une série télévisée d'animation de science fiction créée par Rick Ungar et diffusée entre le 18 septembre 1993 et le 24 février 1996 en syndication.
En France, la série est diffusée pour la première fois sur France 2 en mars 1994, dans l'émission Télévisator 2, puis rediffusée dans l'émission Club Dorothée sur TF1, puis dans À tout' Spip sur la même chaîne en 1995.
La propriété de la série est passée à Disney en 2001 lorsque Disney a acquis Fox Kids Worldwide, qui comprend également Marvel Productions. Mais la série n'est pas disponible sur Disney+,,,.

## Synopsis
Modo, Throttle et Vinnie sont trois souris de taille humaine, dotées de motos semi-intelligentes. Originaires de Mars, elles arrivent sur Terre pour la défendre contre les Plutarkiens, des hommes mi-ordures, mi-polluants chimiques. Ceux-ci ont déjà détruit la planète Mars et menacent maintenant de s'en prendre à la Terre.

## Liste des épisodes
1. La découverte (Rock and Ride !)
2. Les Plutarkiens (1)
3. Les Plutarkiens (2)
4. La décharge
5. La grande moto
6. L'amitié (Test of Friendship)
7. La fille masquée (The Masked Motorcyclist)
8. Les abîmes
9. La route
10. Souvenir - Souvenir (A Scent, a Memory, a Far Distant Cheese)
11. Les doigts d'acier (Steelfinger)
12. Coup de froid (Chill Zone)
13. Vive la musique
14. La pierre brisée (Stone Broke)
15. Voyage vers le merveilleux
16. Le maniaque
17. Le vol du siècle
18. Retour sur Mars (1) (Back to Mars, Part 1)
19. Retour sur Mars (2) (Back to Mars, Part 2)
20. Retour sur Mars (3) (Back to Mars, Part 3)
21. Coup de Chance (Last Stand at Last Chance)
22. Le tribunal (The Tribunal)
23. La grande aventure
24. Le sauvetage du garage
25. Le piège
26. La grande épreuve
27. L'inquisition
28. Le criminel de l'année (Villain of the Year)
29. Coup de folie
30. Les démolisseurs
31. Abracadabra
32. Le voyage
33. La loi de la force
34. Vive le danger
35. Le médecin fou
36. Un piège de plus
37. Le lac
38. La victoire
39. Le sexe faible
40. La condamnation
41. Exterminateur
42. Les troupes d'élite
43. C'est la vie
44. La guerre des poubelles (Garbage Wars)
45. Les motos rebelles
46. Les loubards
47. En famille
48. Un petit tour au tribunal
49. Visite guidée au Pôle Nord
50. Les motards chevaliers de la table ronde (1) (Biker Knights of the Round Table, Part 1)
51. Les motards chevaliers de la table ronde (2) (Biker Knights of the Round Table, Part 2)
52. L'abîme
53. La réalité virtuelle (Virtual Unreality)
54. Le grand problème
55. Une école d'élite
56. Les joueurs
57. Le musée
58. Aucune souris ne m'a jamais fait ça
59. Une poursuite mouvementée
60. Un régime pénible
61. Limburger fait encore des siennes
62. Il était une fois sur Mars (1) (Once Upon a Time on Mars, Part 1)
63. Il était une fois sur Mars (2) (Once Upon a Time on Mars, Part 2)
64. Il était une fois sur Mars (3) (Once Upon a Time on Mars, Part 3)
65. En avant : à fond les manettes

## Voix françaises
- Jean-Claude Montalban puis Olivier Korol : Throttle
- Thierry Bourdon : Throttle (voix de remplacement, épisode 50)
- Michel Muller puis Vincent Barazzoni : Modo
- Vincent Ropion puis Antoine Nouel : Vinnie
- Brigitte Morisan puis Claude Chantal : Charley
- Jacques Ferrière : Lawrence Limburger (1er voix)
- Albert Augier : Lawrence Limburger (2e voix)
- Gérard Hernandez : Lord Camembert, Dr. Karbunkle (1er voix)
- Paul Bisciglia : Dr. Karbunkle (2e voix)
- Henry Djanik : Graissetout (1er voix)
- Jean-Claude De Goros : Graissetout  (2e voix)
- Michel Le Royer : voix additionnelles

## Adaptations
La série a été adaptée en jeu vidéo en 1994 : Biker Mice from Mars (en). Une suite (en) a aussi été réalisée en 2006, donnant elle aussi lieu a une adaptation en jeu vidéo (en).